# Hypotrachyna everniiformis
Hypotrachyna everniiformis är en lavart som först beskrevs av Alexander Zahlbruckner, och fick sitt nu gällande namn av Elix, T. H. Nash & Sipman. Hypotrachyna everniiformis ingår i släktet Hypotrachyna och familjen Parmeliaceae.   Inga underarter finns listade i Catalogue of Life.